# 16. listopad
16. listopad je 320. den roku podle gregoriánského kalendáře (321. v přestupném roce). Do konce roku zbývá 45 dní.

## Události

### Česko
- 1731 – Generální cechovní patent podstatně omezoval pravomoci řemeslnických cechů; podřizovaly je zemským i vrchnostenským úřadům a státnímu dohledu.
- 1776 – Rakouská císařovna Marie Terezie vydala rozhodnutí o zřízení Biskupství brněnského, což potvrdila i bula papeže Pia VI. Biskupství bylo následně zřízeno 5.12. 1777
- 1880 – Bratři Kohoutové založili v Praze na Smíchově Česky klub velocipedistů - nejstarší cyklistický klub na území Rakousko-Uherska.
- 1893 – Byl založen fotbalový klub Sparta Praha (jako Athletic Club Královské Vinohrady), klub českého fotbalu.
- 1948 – Pustevny a všechny hotely, vybudované Pohorskou jednotou Radhošť, byly znárodněny dle vyhlášky ministerstva obchodu ze dne 2. srpna 1948 číslo 1838
- 2019 – Na Letenské pláni v Praze se uskutečnila 2. demonstrace (takzvaná Letná podruhé) proti premiérovi Andreji Babišovi.

### Svět

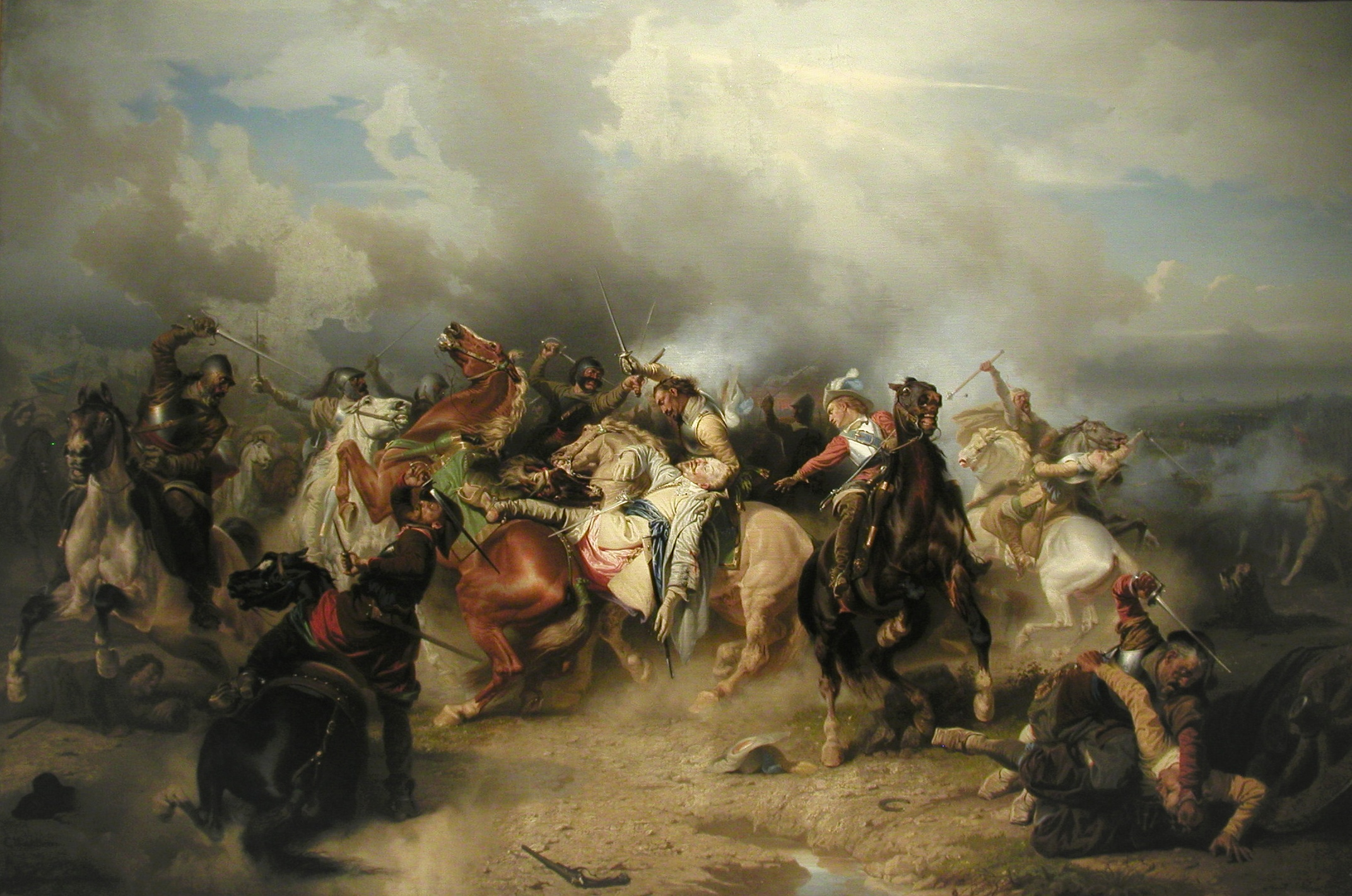
Bitva u Lützenu (1632)

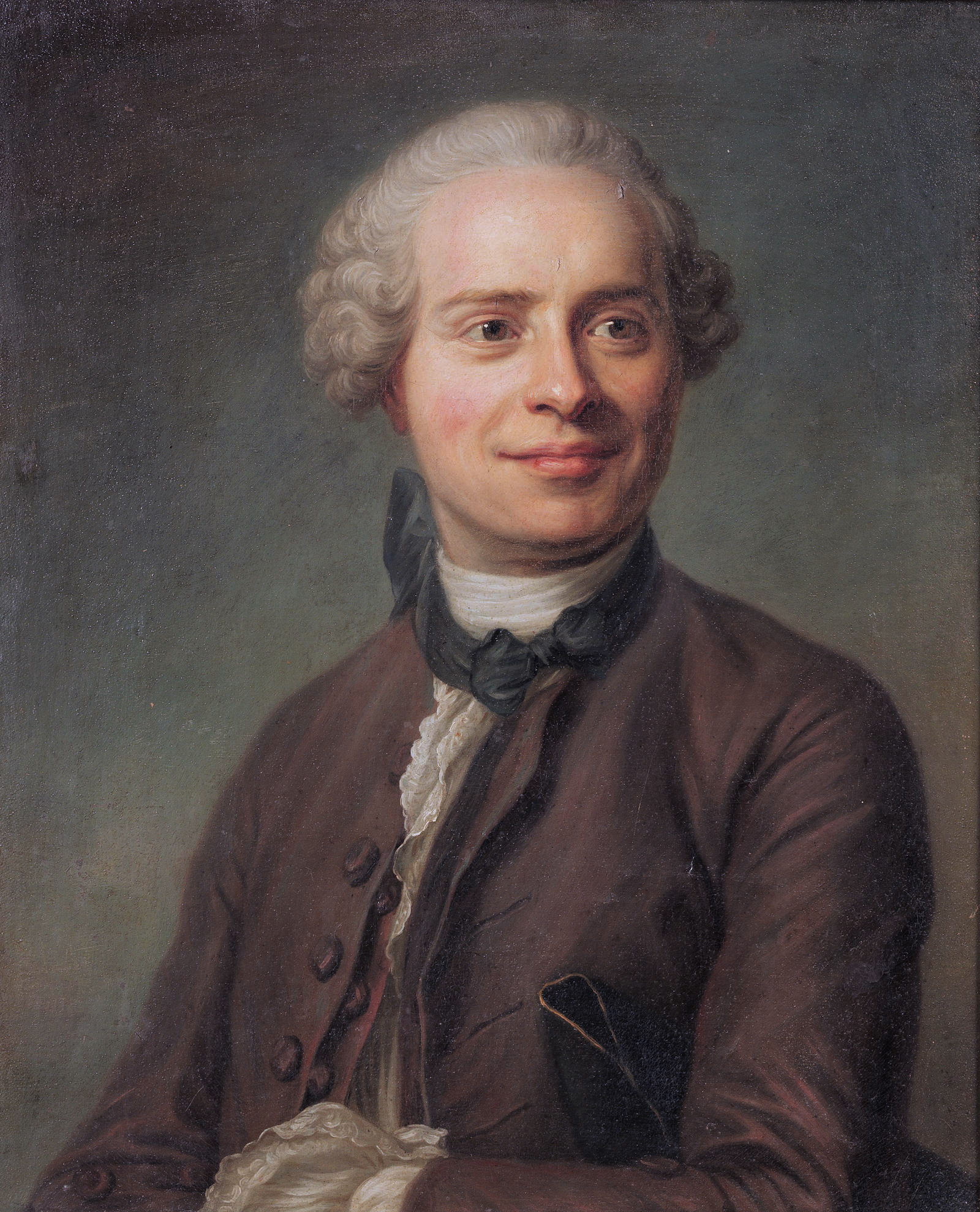
Jean le Rond d'Alembert (* 1717)

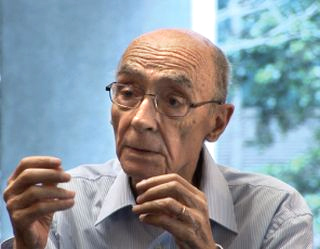
José Saramago (* 1922)

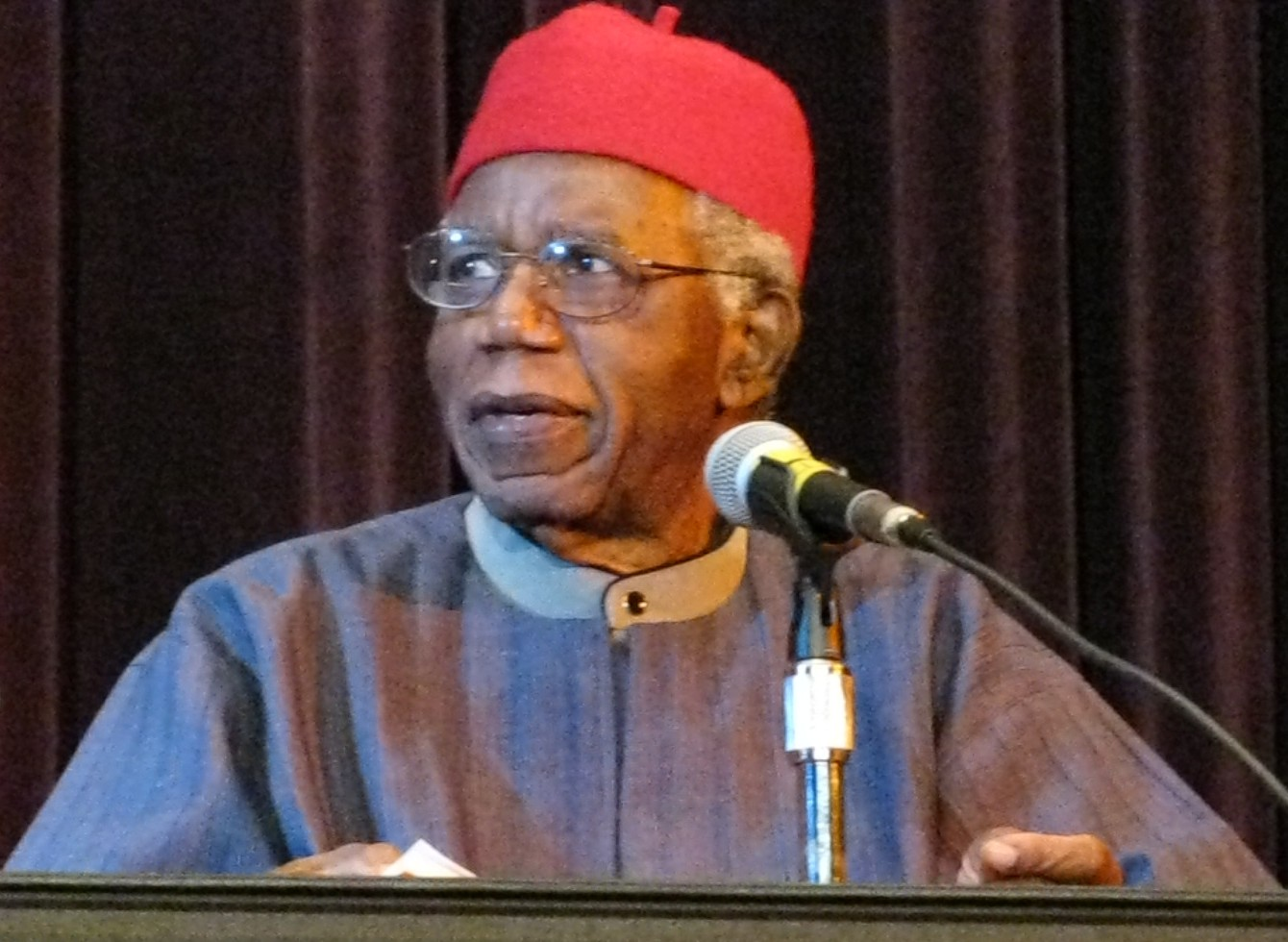
Chinua Achebe (* 1930)

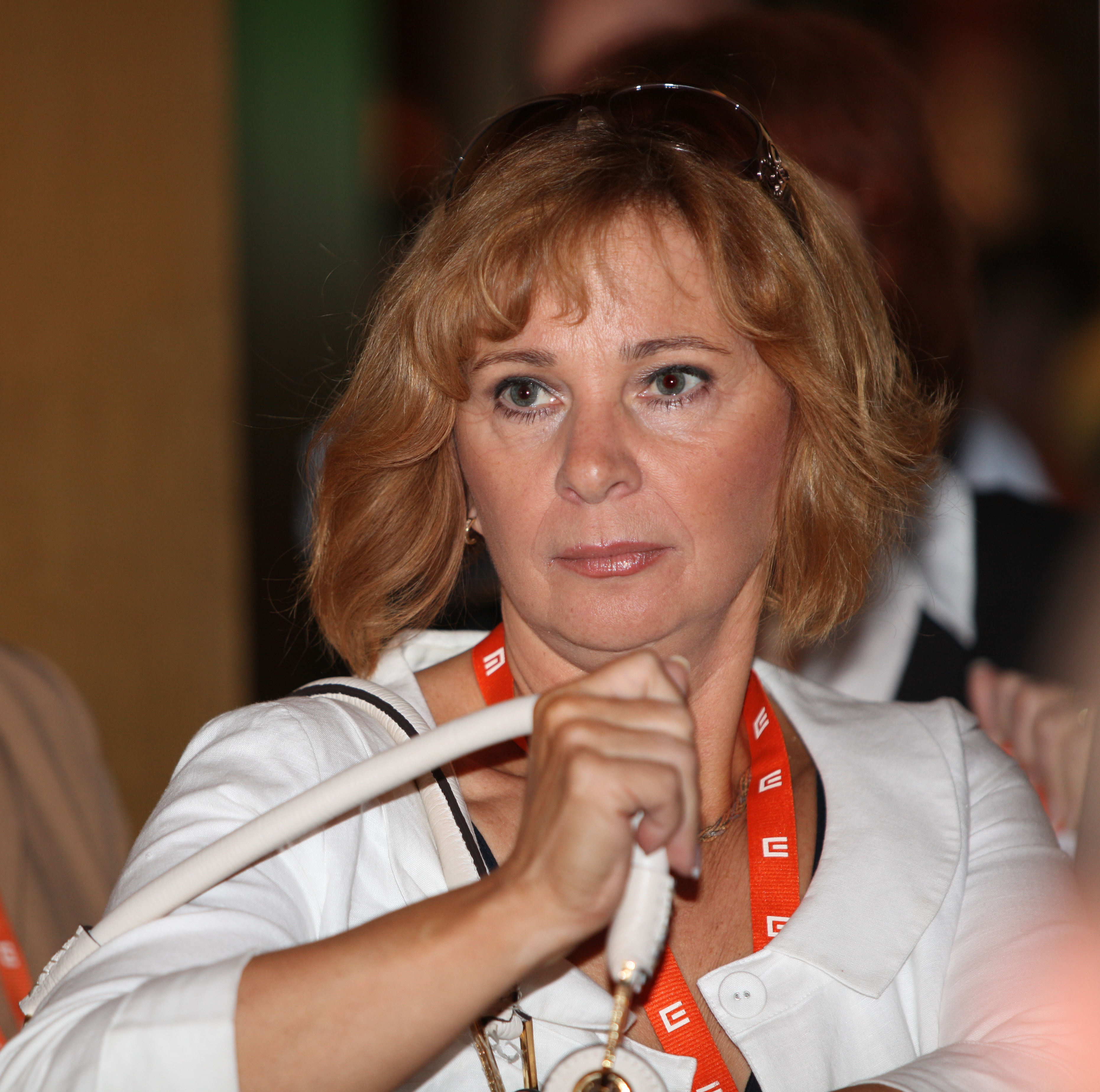
Kamila Magálová (* 1950)

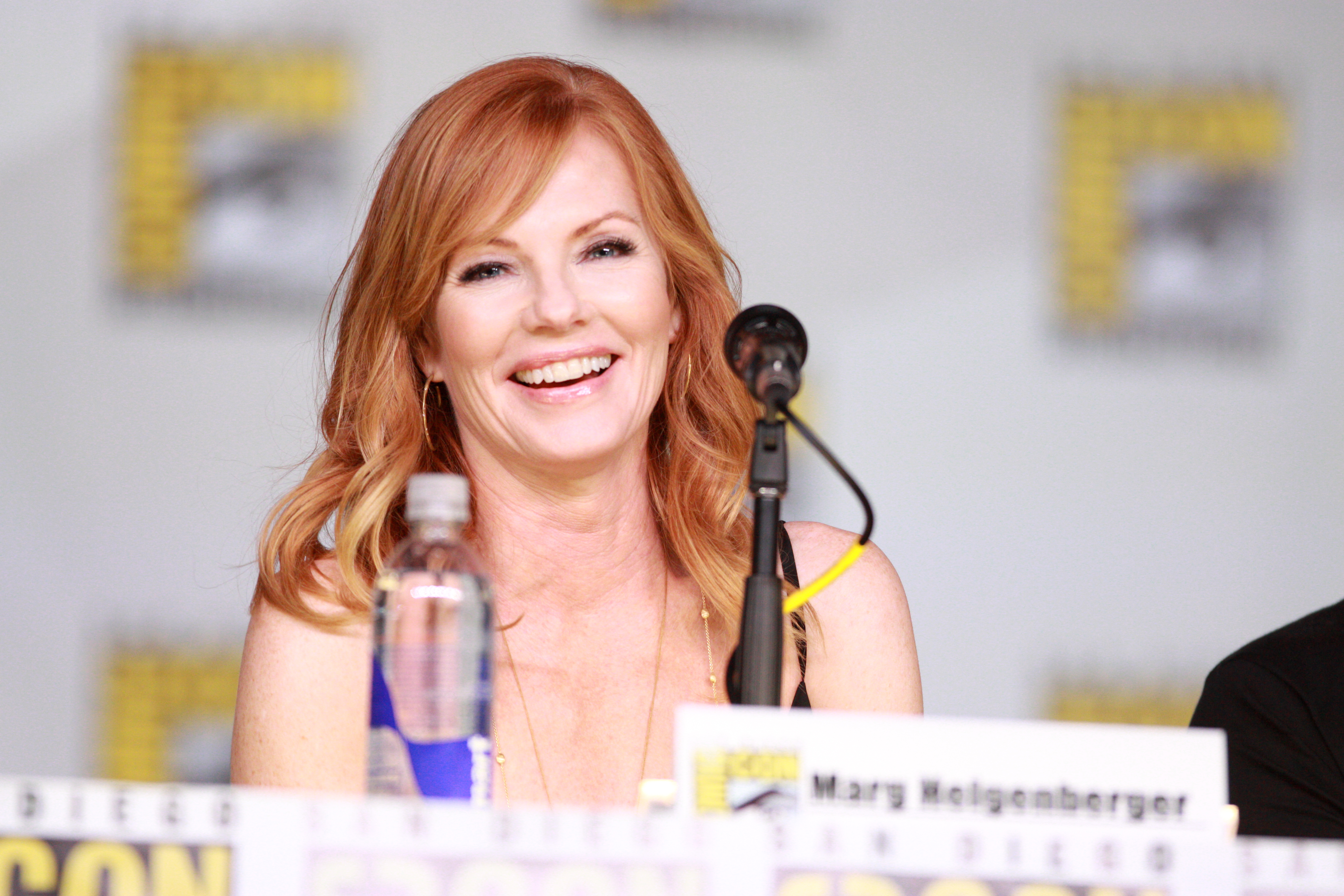
Marg Helgenberger (* 1958)

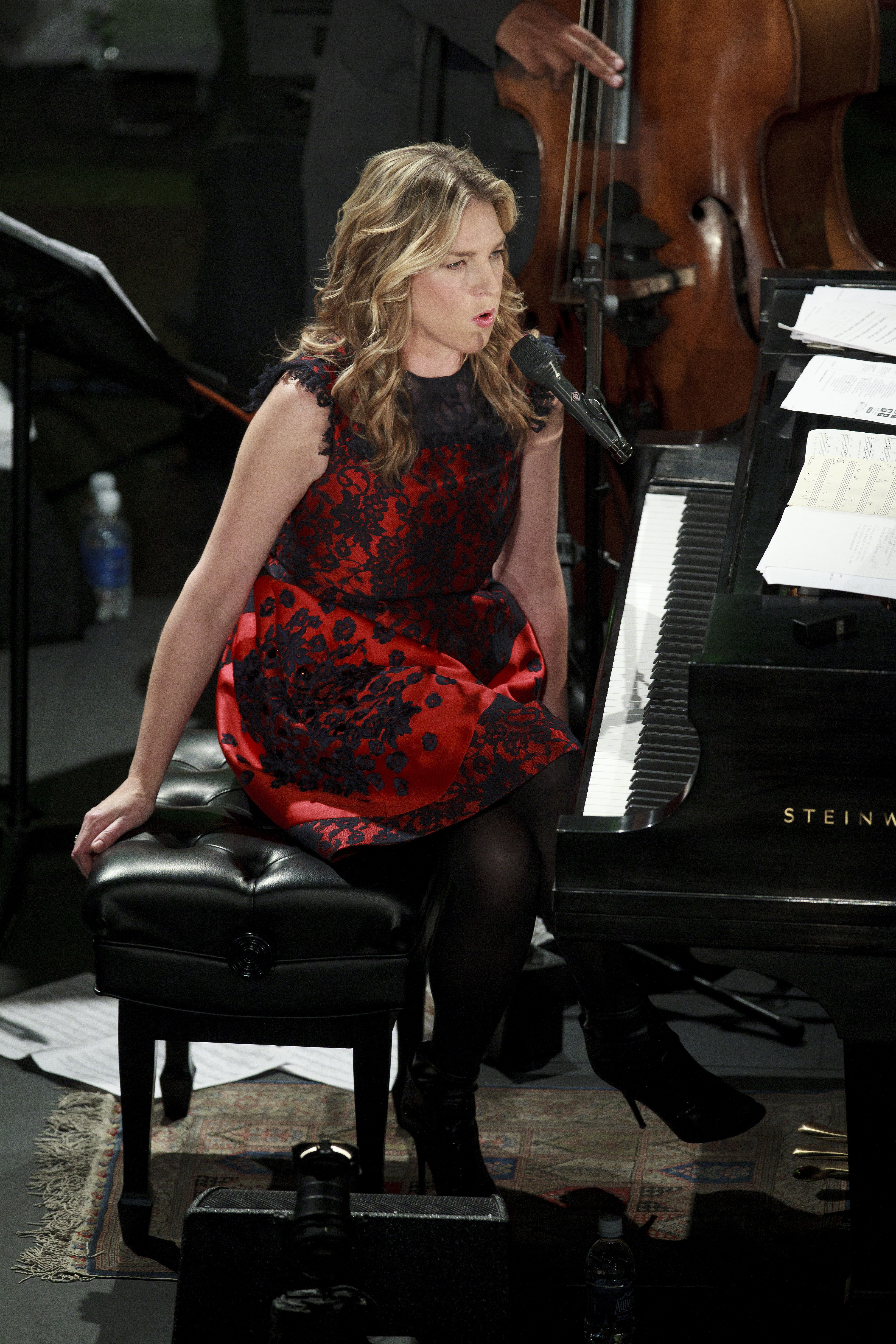
Diana Krall (* 1964)

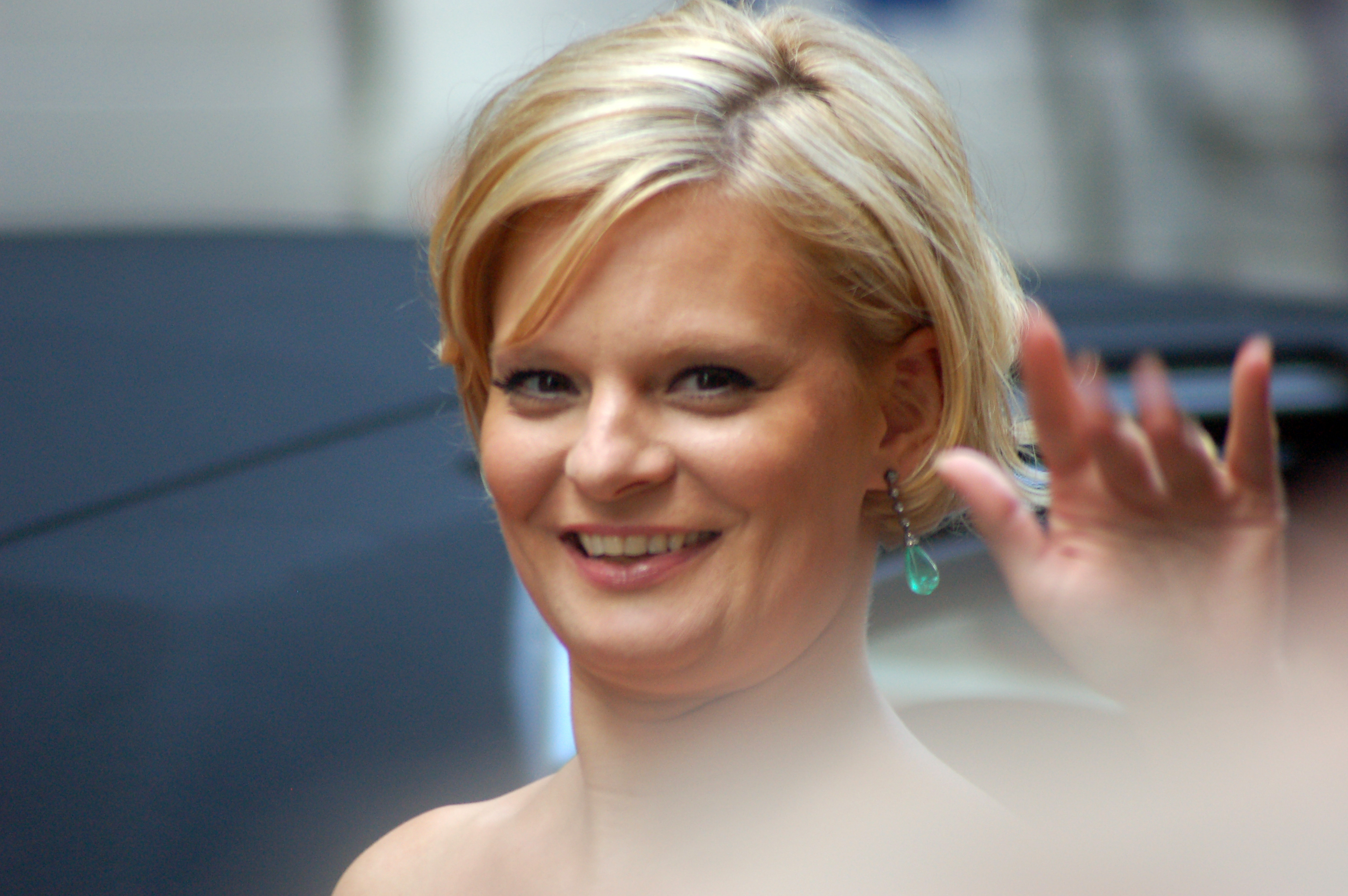
Martha Plimpton (* 1970)

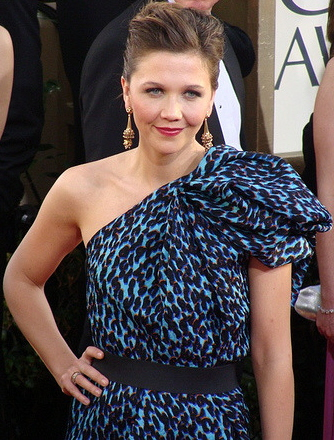
Maggie Gyllenhaal (* 1977)

- 1349 – Karel IV. potvrdil beztrestnost pro případ pogromu v Norimberku a v dokumentu (tři týdny před pogromem!) povolil městu zbořit židovskou školu a domy a na jejich místě zřídit dvě náměstí a kostel.
- 1500 – Go-Kašiwabara se stal 104. japonským císařem
- 1532 – Španělský dobyvatel Francisco Pizarro zmasakroval tisíce Inků v překvapivém útoku ve městě Cajamarca (dnešní Peru) a zajal jejich krále Atahualpu
- 1632 – Začala bitva u Lützenu, jedno z nejkrvavějších střetnutí třicetileté války, v níž padl švédský král Gustav Adolf II.
- 1633 – Švédi dobyli Řezno.
- 1805 – Proběhla bitva u Schöngrabernu mezi ruskou armádou generála Kutuzova a vítěznou Napoleonovou Francií.
- 1815 – Napoleon přijel do vyhnanství na ostrov Svaté Heleny
- 1898 – Francouzský výrobce Piat postavil první jezdící schody v Evropě v londýnském obchodním domě Harrods.
- 1904 – John Ambrose Fleming podal patentovou přihlášku na elektronkovou diodu, která se na následující půlstoletí stala základem veškeré techniky v rozhlasovém a později i televizním vysílání.
- 1907 – Oklahoma se stal 46. státem USA
- 1908 – Ema Destinnová a Arturo Toscanini debutovali v Metropolitní opeře. V představení Verdiho Aidy s Emou Destinnovou zpíval i Enrico Caruso.
- 1916 – Premiéra dramatu Eugene O'Neilla "Bound East for Cardiff" (Východním směrem do Cardiffu) v New Yorku
- 1918 – Vznikla První Maďarské republiky.
- 1940 – Holokaust: Nacisté uzavřeli varšavské ghetto.
- 1965 – Program Veněra: Sovětský svaz vypustil k Venuši sondu Veněra 3, která se stala první sondou, jež zasáhla povrch jiné planety.
- 1979 – V Bukurešti v Rumunsku byla otevřena první trasa metra.
- 1988 – 1. svobodné parlamentní volby v Pákistánu vyhrála Bénazír Bhuttová a Pákistánská lidová strana
- 1989 – V Bratislavě se uskutečnil nepovolený protirežimní studentský pochod
- 1996 – Matka Tereza dostala čestné občanství USA.
- 2000 – Bill Clinton se stal prvním úřadujícím prezidentem USA, který navštívil Vietnam.
- 2002 – V čínském provincii Kuang-tung byla poprvé zaznamenána nemoc SARS.
- 2022 – Program Artemis: Kosmická loď Orion odstartovala na misi Artemis I, zahrnující zkušební nepilotovaný let k Měsíci.

## Narození
Automatický abecedně řazený seznam viz Kategorie:Narození 16. listopadu

### Česko

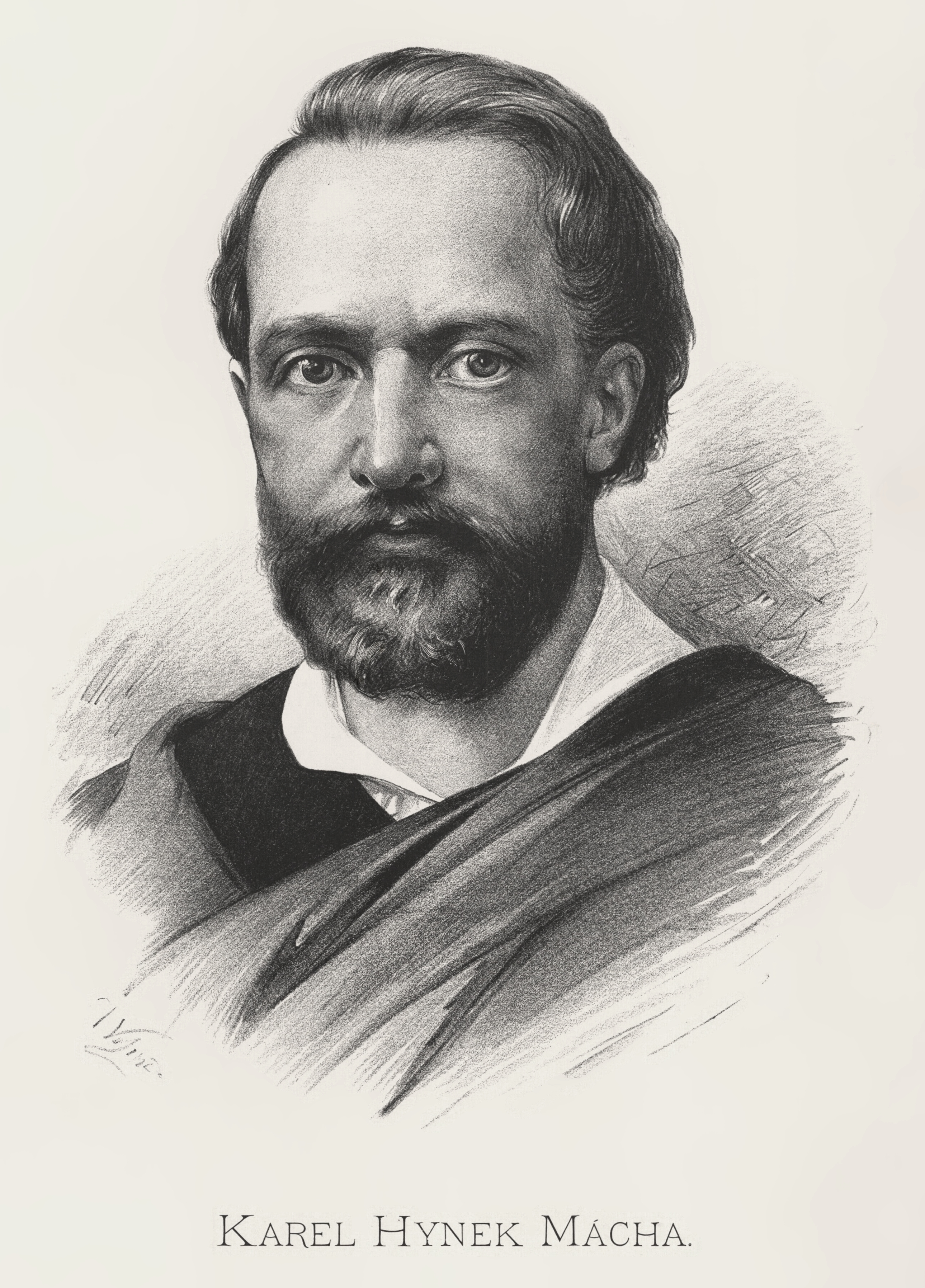
Karel Hynek Mácha (* 1810)

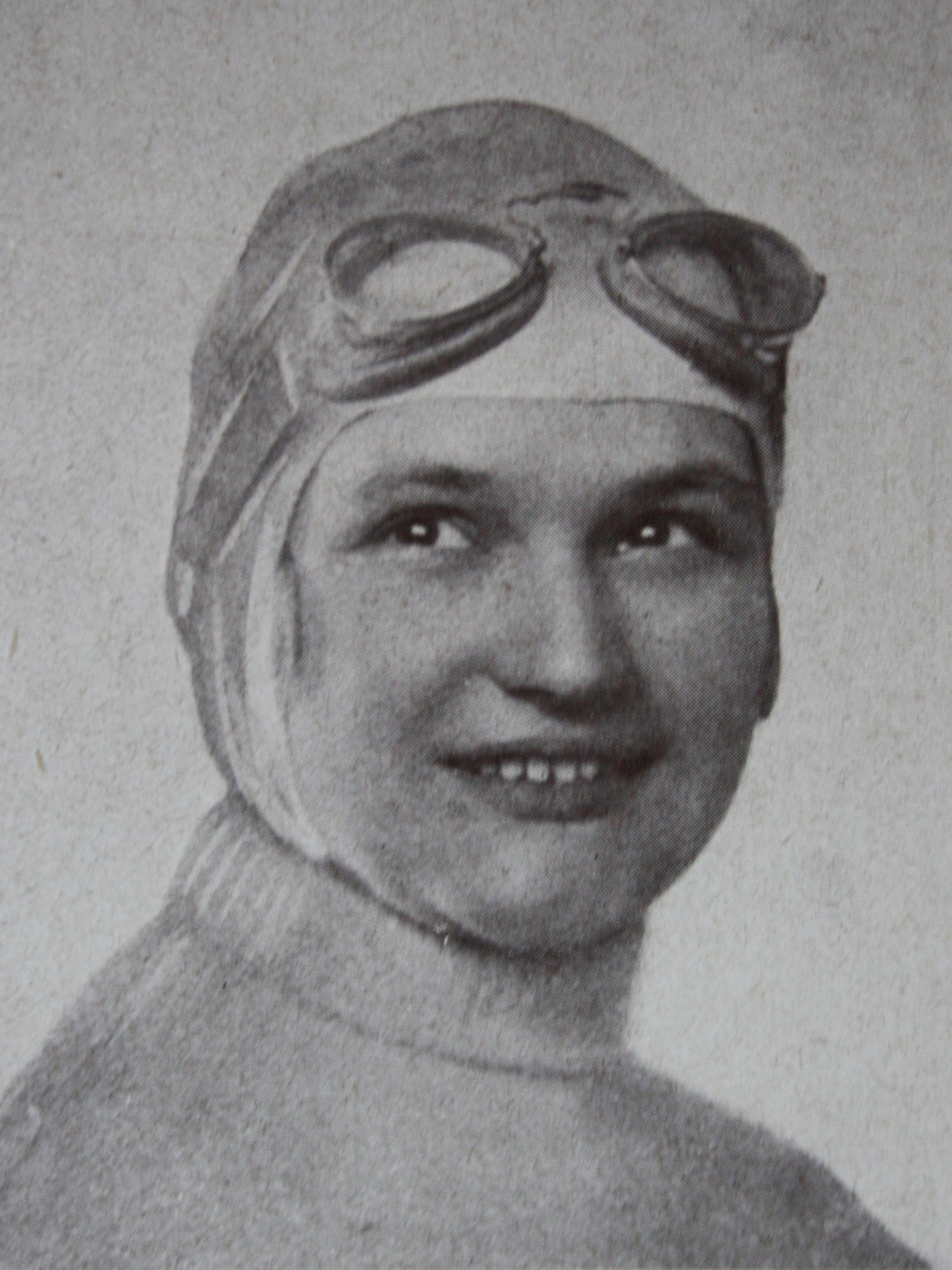
Eliška Junková (* 1900)

- 1593 – Paul Felgenhauer, německý teolog narozený v Čechách († po 1677)
- 1690 – Josef Klaus, kanovník katedrální kapituly u sv. Štěpána v Litoměřicích († 24. listopadu 1754)
- 1733 – Gotthard Pokorný, varhaník a hudební skladatel († 4. srpna 1802)
- 1810 – Karel Hynek Mácha, básník, největší představitel českého romantismu († 6. listopadu 1836)
- 1850 – Alois Rzach, sudetoněmecký klasický filolog a historik († 27. srpna 1935)
- 1851 – Otomar Pravoslav Novák, český paleontolog († 29. července 1892)
- 1858 – Franz Friedrich Palme, severočeský sklářský průmyslník († 14. února 1929)
- 1861
  - Josef Friml, autor mechanismu Třebechovického betlému († 28. září 1946)
  - Václav Suk, houslista, dirigent a hudební skladatel působící v Rusku († 12. ledna 1933)
- 1866 – Edmund Kirsch, podnikatel († 8. ledna 1954)
- 1867 – Vojtěch Bárta, český podnikatel a mecenáš († 2. srpna 1916)
- 1868 – Eliška Purkyňová, československá politička († 22. října 1933)
- 1873 – Roderich Bass, klavírista a hudební skladatel († 24. května 1933)
- 1875 – Anna Honzáková, první promovaná doktorka medicíny na české lékařské fakultě v Praze († 13. října 1940)
- 1889 – Ján Bečko, československý politik, člen exilových vlád († 14. dubna 1972)
- 1898 – Jan Bauch, malíř a sochař († 9. ledna 1995)
- 1900 – Eliška Junková, automobilová závodnice († 5. ledna 1994)
- 1901 – Milada Marešová, malířka a ilustrátorka († 19. února 1987)
- 1905 – Josef Suchý, československý fotbalový reprezentant († 13. října 1984)
- 1906 – Josef Kokeš, malíř († 25. prosince 1967)
- 1907 – Karel Stanislav, prozaik a dramatik († 5. prosince 1963)
- 1908 – Radovan Šimáček, spisovatel († 25. června 1982)
- 1909 – Josef Klíma, asyriolog († 30. listopadu 1989)
- 1919 – Rudolf Krátký, herec († 13. dubna 2009)
- 1923
  - Karel Hausenblas, jazykovědec († 5. července 2003)
  - Jiří Žďárský, československý fotbalový reprezentant († 14. července 2018)
- 1928 – Vladimír Boublík, český katolický teolog († 25. září 1974)
- 1929 – Ladislav Jásek, houslista
- 1931 – Zdeněk Němeček, sochař († 18. prosince 1989)
- 1932
  - Jiří Havlis, veslař († 31. ledna 2010)
  - Petr Pokorný, skladatel († 4. února 2008)
- 1942 – Jiří Markovič, kriminalista († 20. října 2022)
- 1945
  - Jiří Jilík, novinář, publicista, spisovatel a folklorista
  - František Vnouček, český politik († 22. května 2008)
- 1947 – Zdeněk Klausner, politik
- 1948 – Jakub Šebesta, zemědělský podnikatel a politik
- 1950 – Josef Jurásek, herec
- 1955 – Jan Kryčer, moravský politik
- 1960 – Lešek Wronka, česko-polský hudební producent, skladatel, režisér a scenárista
- 1971 – Stanislav Přibyl, katolický kněz a řeholník
- 1972
  - Martin Altrichter, hokejista
  - Štěpánka Duchková, rozhlasová a televizní moderátorka
- 1975 – Petr Leška, hokejista
- 1979
  - Mario Cartelli, hokejista
  - Milada Spalová, volejbalistka
- 1982 – Lukáš Rapant, ragbista
- 1983 – Josef Kresta, basketbalista
- 1987 – Milada Vaňkátová, herečka a hudebnice
- 1989 – Roman Jebavý, tenista

### Svět
- 42 př. n. l. – Tiberius, římský císař († 16. března 37)
- 1457 – Beatrix Neapolská, manželka Vladislava Jagellonského († 23. září 1508)
- 1528 – Jana III. Navarrská, královna navarrská († 9. června 1572)
- 1538 – Turibius z Mongroveja, španělský duchovní v Peru († 23. března 1606)
- 1647 – Pierre Bayle, francouzský spisovatel a filozof († 28. prosince 1706)
- 1673 – Alexandr Danilovič Menšikov, ruský státník a vojevůdce († 23. listopadu 1729)
- 1715 – Girolamo Abos, maltsko-italský hudební skladatel († říjen 1760)
- 1717 – Jean le Rond d'Alembert, francouzský matematik a encyklopedista († 29. října 1783)
- 1720 – Carlo Antonio Campioni, italský houslista, hudební skladatel a dirigent († 12. dubna 1788)
- 1737 – Jan Antonín Harbuval Chamaré, francouzský šlechtic, který se zakoupil v Čechách († 17. února 1808)
- 1755 – Maximin Isnard, francouzský revoluční politik († 12. března 1825)
- 1777 – Evžen Vilém Haugwitz, rakouský generál († 4. listopadu 1867)
- 1806 – Karol Kuzmány, slovenský spisovatel († 14. srpna 1866)
- 1816 – Otto von Wiedenfeld, ministr obchodu Předlitavska († 5. srpna 1877)
- 1818 – Konstantin Kavelin, ruský filozof a historik († 15. května 1885)
- 1819 – Wilhelm Marr, německý antisemitský a anarchistický novinář († 17. července 1904)
- 1836 – Kalākaua, havajský král († 20. ledna 1891)
- 1837 – Franz Camille Overbeck, německý protestantský teolog († 26. července 1905)
- 1852 – Fridrich August II. Oldenburský, poslední oldenburský velkovévoda († 24. ledna 1931)
- 1854 – Franz Stibral, předlitavský státní úředník a politik († 1. února 1930)
- 1867 – Léon Daudet, francouzský spisovatel († 30. června 1942)
- 1869 – Joseph Vacher, francouzský sériový vrah († 1. srpna 1897)
- 1874
  - Alexandr Vasiljevič Kolčak, ruský bělogvardějský admirál († 7. února 1920)
  - Otto Mueller, německý malíř a grafik († 24. září 1930)
- 1876 – André Abbal, francouzský sochař († 20. června 1953)
- 1878 – Hans Vollmer, německý encyklopedista († 15. února 1969)
- 1884 – George Goulding, kanadský olympijský vítěz v chůzi na 10 kilometrů († 31. ledna 1966)
- 1886 – Ferenc Münnich, maďarský komunistický politik, ministr vnitra († 29. listopadu 1967)
- 1892
  - Tazio Nuvolari, italský motocyklový a automobilový závodník († 11. srpna 1953)
  - Šošana Parsic, sionistická aktivistka, izraelská politička († 22. března 1969)
  - Kuo Mo-žo, čínský spisovatel, archeolog, komunistický politik († 12. června 1978)
- 1894 – Richard Mikuláš Coudenhove-Kalergi, rakouský a čs. diplomat († 27. července 1972)
- 1895 – Paul Hindemith, německý skladatel († 28. prosince 1963)
- 1896 – Oswald Mosley, vůdce britského fašismu († 3. prosince 1980)
- 1897 – Choudhary Rahmat Ali, pákistánský nacionalista († 12. února 1951)
- 1900
  - Nikolaj Robertovič Erdman, ruský dramatik a scenárista († 10. srpna 1970)
  - Nikolaj Fjodorovič Pogodin, ruský dramatik († 19. září 1962)
- 1901 – Ernest Nagel, americký filozof († 22. září 1985)
- 1906 – Henri Charrière, francouzský vrah a spisovatel († 29. července 1973)
- 1907 – Burgess Meredith, americký filmový a divadelní herec a režisér († 9. září 1997)
- 1908
  - Horace Bristol, americký válečný fotograf († 4. srpna 1997)
  - Sestra Emmanuelle, belgická řeholnice, působící v chudinských čtvrtích Káhiry († 20. října 2008)
- 1910 – Jane Tilden, rakouská herečka († 27. srpna 2002)
- 1921 – Mikuláš Klimčák, slovenský malíř († 2. března 2016)
- 1922 – José Saramago, portugalský spisovatel, nositel Nobelovy ceny († 18. června 2010)
- 1924
  - Chajim Bar-Lev, izraelský generál a politik († 7. května 1994)
  - Melvin Patton, americký olympijský vítěz v běhu na 200 metrů († 9. května 2014)
- 1925 – Stane Dolanc, jugoslávský politik († 12. prosince 1999)
- 1929 – Alfred Wertheimer, fotograf († 19. října 2014)
- 1930
  - Chinua Achebe, nigerijský spisovatel († 22. března 2013)
  - Orvar Bergmark, švédský fotbalista a reprezentant († 10. května 2004)[1]
  - Prawitz Öberg, švédský fotbalista a reprezentant († 4. listopadu 1995)[2]
- 1931 – Hubert Sumlin, americký bluesový kytarista a zpěvák († 4. prosince 2011)
- 1938
  - Robert Nozick, americký filozof a politolog († 23. ledna 2002)
  - Vojtech Tóth, slovenský zápasník
- 1939 – Tor Åge Bringsværd, norský spisovatel
- 1943 – Samuel Thornton Durrance, vědec a americký astronaut († 5. května 2023)
- 1945 – Jan Bucquoy, belgický režisér a autor komiksů
- 1946
  - Colin Burgess, australský hudebník († 16. prosince 2023)
  - Terence McKenna, americký spisovatel, filozof a etnobotanik († 3. dubna 2000)
- 1948 – Oliver Shanti, hudebník New Age
- 1950
  - Kamila Magálová, slovenská herečka
  - Carl Meade, americký letec a astronaut
- 1952 – David B. Weishampel, americký paleontolog
- 1953 – Zigmantas Balčytis, litevský premiér, matematik a ekonom
- 1957 – Hideaki Tomijama, japonský zápasník, olympijský vítěz
- 1958
  - Michael Dubruiel, americký katolický bloger, novinář a spisovatel († 3. února 2009)
  - Roberto Guerrero, kolumbijský automobilový závodník
  - Marg Helgenberger, americká herečka
  - Neil Turok, jihoafrický fyzik
- 1963 – René Steinke, německý herec
- 1964
  - Luciano Floridi, italský filozof
  - Diana Krall, kanadská jazzová zpěvačka a pianistka
  - Harry Lennix, americký herec
- 1965 – Dave Kushner, americký rockový kytarista
- 1967 – Lisa Bonet, americká herečka
- 1970 – Martha Plimpton, americká herečka
- 1971 – Alexandr Popov, ruský plavec
- 1974 – Paul Scholes, anglický fotbalista
- 1977
  - Maggie Gyllenhaal, americká herečka
  - Oksana Bajulová, ukrajinská krasobruslařka
- 1982 – Ronald Pognon, francouzský sprinter
- 1983 – Britta Steffenová, německá plavkyně
- 1985 – Sanna Marinová, finská politička
- 1992 – Marcelo Brozović, chorvatský fotbalista
- 1993 – Pete Davidson, americký herec a komik
- 1996 - Ivan Baran,  chorvatský spisovatel

## Úmrtí
Automatický abecedně řazený seznam viz Kategorie:Úmrtí 16. listopadu

### Česko

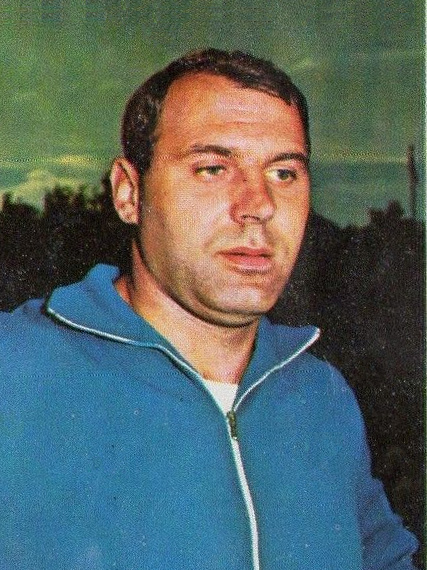
Ludvík Daněk († 1998)

- 1543 – Brikcí z Licka, český právník, politik a mistr pražské univerzity (* 1488)
- 1734 – Kryštof Karel Gayer, hudební skladatel (* ~1668)
- 1783 – Jan Josef Antonín Eleazar Kittel, lékař a léčitel (* 3. února 1704)
- 1840 – Andreas Spunar, fyzik, děkan filozofické fakulty olomoucké univerzity (* 17. listopadu 1794)
- 1893 – Anton Meißler, poslanec Českého zemského sněmu a Říšské rady (* 21. října 1826)
- 1901 – Bohuslav Jiruš, český šlechtic, lékař a botanik (* 17. října 1841)
- 1926 – Karel Klíč, malíř, fotograf a grafický technik (* 30. května 1841)
- 1940 – Jindřich Souček, technik, hudební skladatel a sbormistr (* 1. ledna 1863)
- 1942
  - Karel Böhm, český a rakouský fotbalista, odbojář (* 30. srpna 1906)
  - Johann Polach, československý politik německé národnosti (* 16. května 1871)
- 1959 – Josef Šimánek, spisovatel (* 16. března 1883)
- 1967 – František Roland, český herec (* 22. ledna 1888)
- 1970 – Josef Šíma, církevní právník, děkan bohoslovecké fakulty Karlovy univerzity v Praze (* 28. října 1889)
- 1971 – Josef Kainar, básník, dramatik a překladatel (* 29. června 1917)
- 1975 – Karel Opočenský, šachista (* 7. února 1892)
- 1989 – Marie Uchytilová, sochařka (* 17. ledna 1924)
- 1998 – Ludvík Daněk, československý atlet (* 6. ledna 1937)
- 1999 – Pavel Bojar, spisovatel (* 18. května 1919)
- 2002 – Karel Cop, scenárista dramaturg (* 14. září 1930)
- 2013 – Zbyněk Hejda, básník a překladatel (* 2. února 1930)
- 2017 – Wabi Daněk, folkový písničkář (* 30. ledna 1947)
- 2019 – Vojtěch Jasný, scenárista, filmový režisér a fotograf (* 30. listopadu 1925)
- 2021 – Jan Konzal, spisovatel a teolog (* 5. května 1935)

### Svět

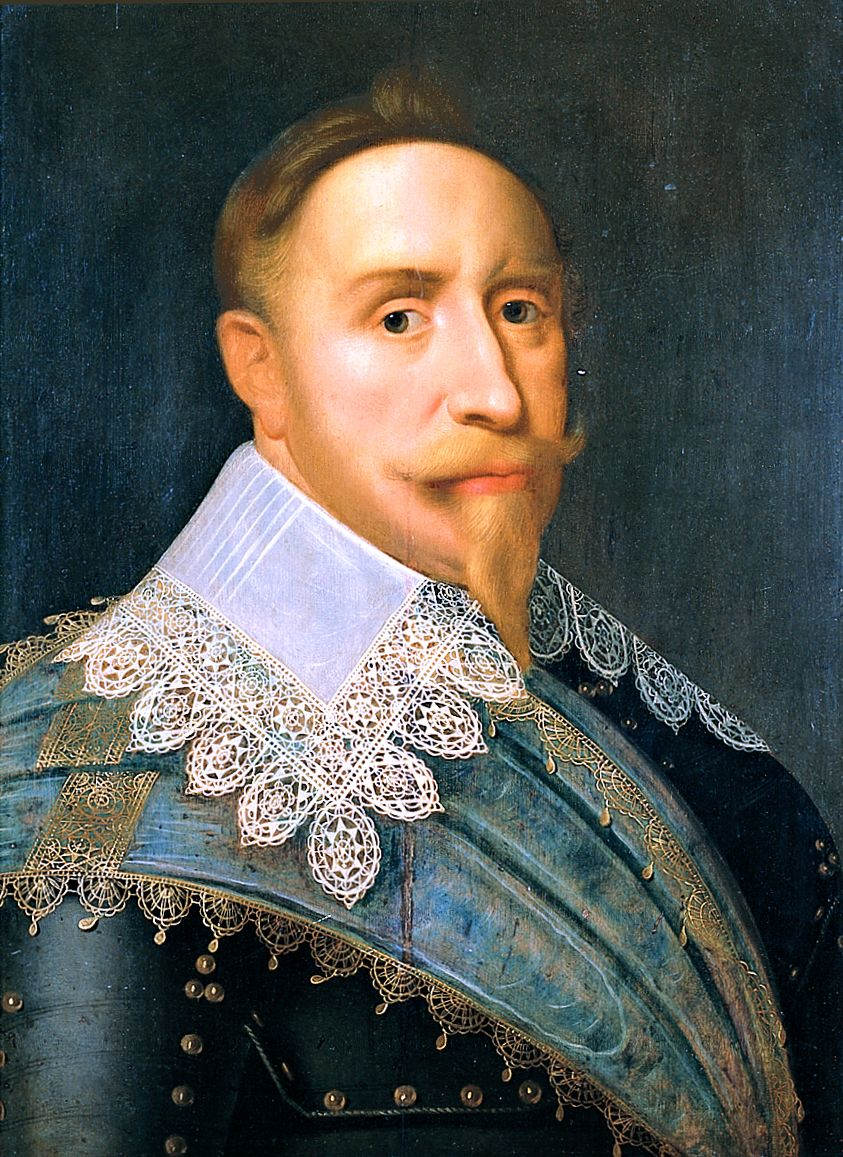
Gustav II. Adolf († 1632)

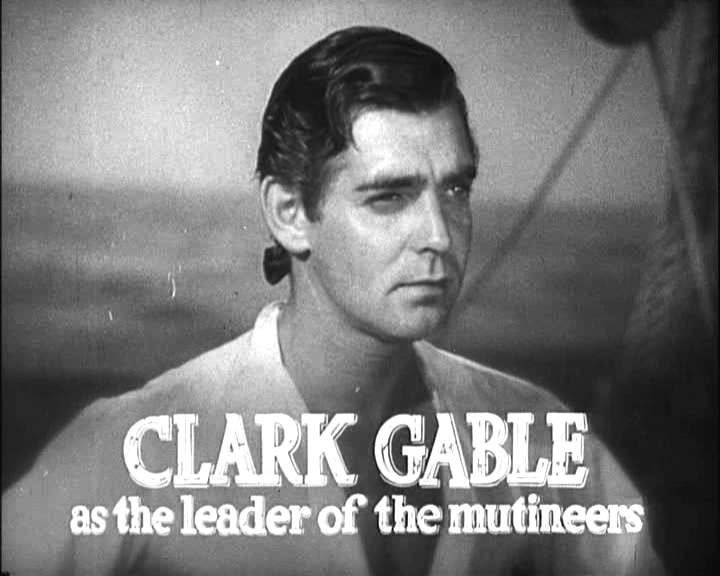
Clark Gable († 1960)

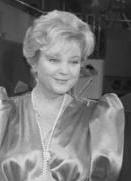
Lucia Popp († 1993)

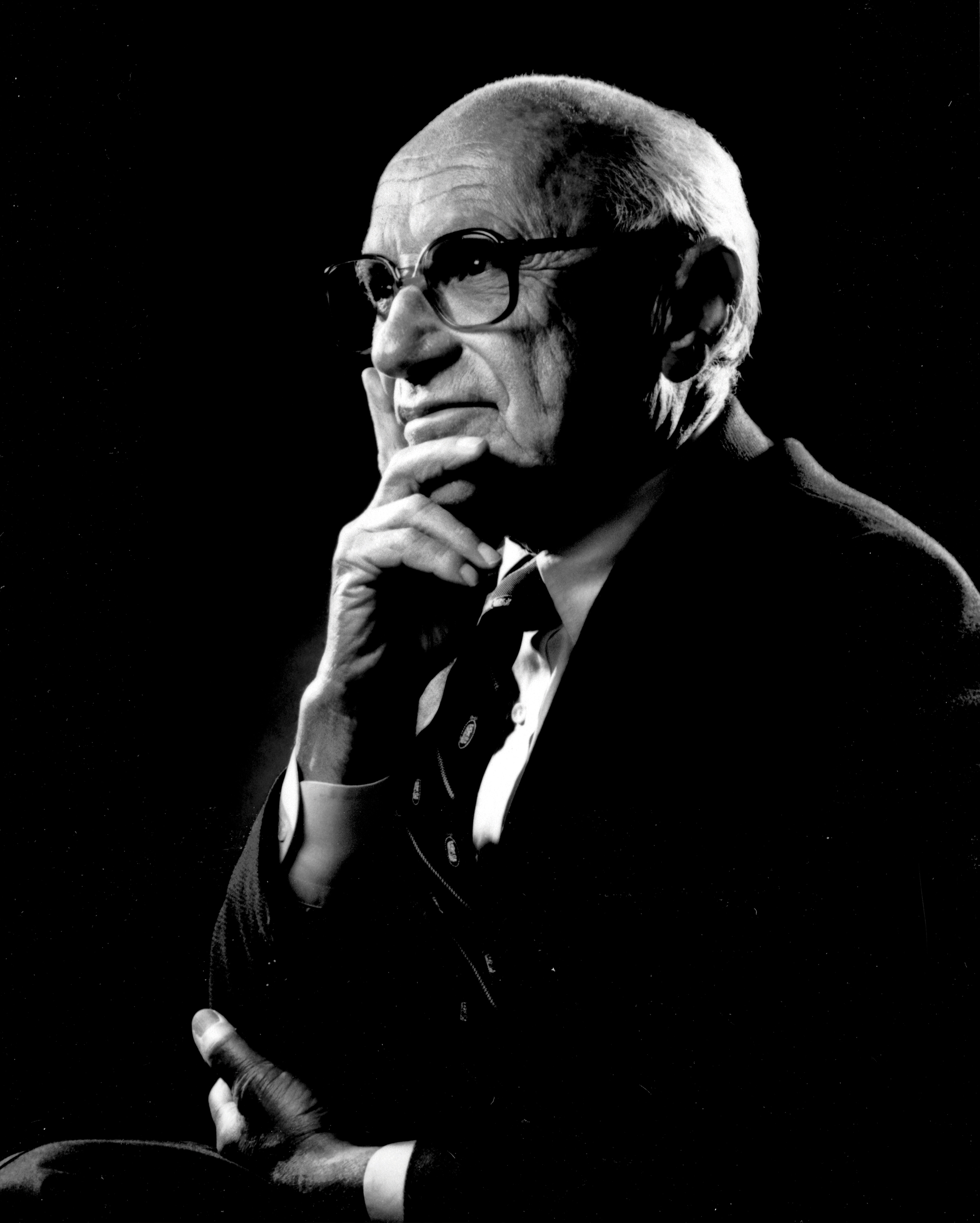
Milton Friedman († 2006)

- 0498 – Anastasius II., papež (* ?)
- 1060 – Geoffroy II. z Anjou, hrabě (* 1006)
- 1093
  - Malcolm III., skotský král (* 1033)
  - Markéta Skotská, manželka Malcolma III. (* 1046 nebo 1047)
- 1147 – Bernard z Trixenu, hrabě z Trixenu a Mariboru (* 1090)
- 1188 – Usáma Ibn Munkiz, arabský emír a válečník (* 4. července 1096)
- 1240 – Ibn al-Arabí, arabský islámský mystik a filozof (* 28. července 1165)
- 1264 – Li-cung, císař čínské říše Sung (* 26. ledna 1205)
- 1272 – Jindřich III. Plantagenet, anglický král (* 1. října 1207)
- 1580 – Jakobea z Badenu, bavorská vévodkyně (* 27. června 1507)
- 1632 – Gustav II. Adolf, švédský král (* 9. prosince 1594)
- 1638 – Edward Cecil vikomt z Wimbledonu, anglický vojevůdce (* 29. února 1572)
- 1745 – Johann Lukas von Hildebrandt, rakouský architekt (* 14. listopadu 1668)
- 1766 – Dominikus Zimmermann, bavorský štukatér a architekt (* 30. července 1685)
- 1797 – Fridrich Vilém II., pruský král (* 25. září 1744)
- 1818 – Karel August Pácalt, český misionář v jižní Africe (* 7. října 1773)
- 1820 – Jean-Lambert Tallien, francouzský revolucionář (* 23. ledna 1767)
- 1831 – Carl von Clausewitz, pruský generál a válečný teoretik (* 1. června 1780)
- 1836 – Christiaan Hendrik Persoon, francouzský mykolog (* 1. února 1761)
- 1854 – Jean Baptiste Antoine Marcellin de Marbot, francouzský generál (* 18. srpna 1782)
- 1878
  - Đura Jakšić, srbský básník (* 27. června 1832)
  - Marie Hesenská, německá princezna a vnučka královny Viktorie (* 24. května 1874)
- 1880 – Alexandr Kvjatkovskij, ruský revolucionář (* ? 1852)
- 1884 – František Chvostek starší, rakouský vojenský lékař moravského původu, popsal tzv. Chvostkův příznak (* 21. května 1835)
- 1885 – Louis Riel, kanadský politik (* 22. října 1844)
- 1887 – Fran Levstik, slovinský spisovatel (* 28. září 1831)
- 1903 – Camillo Sitte, rakouský architekt (* 17. dubna 1843)
- 1907 – Robert I. Parmský, parmský vévoda (* 9. července 1848)
- 1911 – Ján Mocko, slovenský evangelický duchovní, církevní a literární historik (* 26. ledna 1843)
- 1922 – Max Abraham, německý fyzik (* 26. března 1875)
- 1924 – Alexandr Andrejevič Archangelskij, ruský sbormistr a hudební skladatel (* 23. října 1846)
- 1927 – Ernst Rüdiger kníže von Starhemberg, rakouský velkostatkář a politik (* 30. listopadu 1861)
- 1931 – Joshua Millner, irský sportovní střelec (* 5. července 1847)
- 1934 – Alice Liddellová, Anglička, vzor pro Alenku v říši divů (* 4. května 1852)
- 1939 – John Smulders, nizozemský lékař (* 10. ledna 1872)
- 1943 – Ján Nálepka, slovenský partyzánský velitel a československý důstojník (* 20. září 1912)
- 1949 – Harold E. Palmer, anglický lingvista (* 6. března 1877)
- 1952 – Charles Maurras, francouzský nacionalistický myslitel (* 20. dubna 1868)
- 1956 – Robert Wartenberg, americký neurolog (* 19. června 1886)
- 1959 – Gregorij Rožman, lublaňský biskup (* 9. března 1883)
- 1960 – Clark Gable, americký herec (* 1. února 1901)
- 1966 – Alfred Neuland, estonský vzpěrač (* 10. října 1895)
- 1968 – Augustin Bea, německý teolog a kardinál (* 28. května 1881)
- 1971 – Edie Sedgwick, americká herečka (* 20. dubna 1943)
- 1973 – Alan Watts, anglický teolog a filozof (* 6. ledna 1915)
- 1975 – János Kmetty, maďarský malíř (* 23. prosince 1889)
- 1976 – Marie Frommer, německá architektka (* 17. března 1890)
- 1979 – Rachel Janajit Ben Cvi, izraelská dělnická aktivistka (* 1886)
- 1981 – William Holden, americký herec (* 17. dubna 1918)
- 1982 – Al Haig, americký klavírista (* 19. července 1922)
- 1992 – Max Huber, švýcarský a italský grafik (* 5. června 1919)
- 1993 – Lucia Poppová, slovenská operní zpěvačka (* 12. listopadu 1939)
- 1994 – Chet Powers, americký zpěvák, kytarista a hudební skladatel (* 7. října 1937)
- 1995 – Gwyn A. Williams, velšský historik (* 30. září 1925)
- 1998 – J. D. Sumner, americký zpěvák (* 19. listopadu 1924)
- 2001 – Tommy Flanagan, americký klavírista (* 16. března 1930)
- 2005 – Henry Taube, americký chemik, Nobelova cena za chemii 1983 (* 30. listopadu 1915)
- 2006 – Milton Friedman, americký ekonom, nositel Nobelovy ceny za ekonomii (* 31. července 1912)
- 2008 – Wolfgang Schmitz, rakouský ekonom a politik (* 28. května 1923)
- 2009 – Jeff Clyne, britský baskytarista a kontrabasista (* 29. ledna 1937)
- 2014 – Serge Moscovici, rumunsko-francouzský sociální psycholog (* 14. června 1925)
- 2016 – Jay Wright Forrester, americký kybernetik a systémový teoretik (* 14. července 1918)
- 2023 – A. S. Byattová, britská spisovatelka (* 24. srpna 1936)

## Svátky
Česko
- Otmar
- Otomar

Katolický kalendář
- Anežka z Assisi
- Svatá Gertruda
- Svatý Jeroným Hermosilla
- Svatý Marcel
- Svatá Markéta Skotská
- Petr Almato Ribeira
- Svatý Romulus
- Svatý Sevarin
- Svatý Valeutin de Ochoa

Svět
- Mezinárodní den tolerance

## Pranostiky

### Česko
- Na svatého Otomara neuvidíš komára.